# Lady Madonna
"Lady Madonna" là ca khúc của ban nhạc The Beatles, do Paul McCartney sáng tác và được ghi cho Lennon-McCartney. Ca khúc được phát hành vào tháng 3 năm 1968, theo kèm là "The Inner Light" ở mặt B. Ban nhạc thu âm ca khúc này vào tháng 2 năm 1968, ngay trước khi họ có chuyến đi tới Ấn Độ. Ca khúc pha trộn rock 'n roll với rhythm and blues, tách biệt với những trải nghiệm psychedelic mà The Beatles theo đuổi trong 2 năm thu âm trước đó.
Parlophone tiếp tục là đơn vị phát hành đĩa đơn tại Anh, giữ vị trí quán quân tại quốc gia này trong 2 tuần kể từ ngày 27 tháng 3. Tại Mỹ, đĩa đơn do Capitol Records phát hành có mặt tại Billboard Hot 100 ở vị trí 23 và đạt vị trí cao nhất là số 4 vào đầu tháng 5. Đây chính là đĩa đơn cuối cùng của The Beatles được phát hành bởi hãng đĩa thứ 3, trước khi họ cho phát hành "Hey Jude" vào tháng 8 cùng năm dưới tên hãng đĩa Apple Records trực thuộc EMI. Bản thu đầu tiên của ca khúc này dưới định dạng stereo sau này được đưa vào album tuyển tập Hey Jude (1970).

## Thành phần tham gia sản xuất
Theo Ian MacDonald:
The Beatles
- Paul McCartney – hát chính, piano, bass guitar, tay vỗ.
- John Lennon – hát bè, lead guitar, tay vỗ.
- George Harrison – hát bè, lead guitar, tay vỗ.
- Ringo Starr – trống, định âm, tay vỗ.

Nghệ sĩ khách mời
- Ronnie Scott, Bill Povey – tenor saxophone
- Harry Klein, Bill Jackman – baritone saxophone
- George Martin – sản xuất.
- Geoff Emerick, Ken Scott – kỹ thuật viên âm thanh.

## Xếp hạng và chứng chỉ
| Bảng xếp hạng (1968)              | Vị trí cao nhất |
| --------------------------------- | --------------- |
| Australian Go-Set National Top 40 | 1               |
| Austrian Singles Chart            | 1               |
| Belgian Singles Chart             | 3               |
| Canadian RPM 100                  | 2               |
| Dutch Singles Chart               | 1               |
| Irish Singles Chart               | 3               |
| New Zealand Listener Chart        | 1               |
| Norwegian VG-lista Singles        | 2               |
| Swedish Kvällstoppen Chart        | 1               |
| Swiss Hitparade                   | 1               |
| UK Record Retailer Chart          | 1               |
| US Billboard Hot 100              | 4               |
| West German Musikmarkt Hit-Parade | 2               |

| Bảng xếp hạng (1968)      | Vị trí |
| ------------------------- | ------ |
| Australian Go-Set Singles | 32     |
| Austrian Singles          | 3      |
| Belgian Singles           | 31     |
| Canadian RPM Year-End     | 19     |
| Dutch Singles             | 45     |
| Switzerland               | 4      |
| US Billboard              | 60     |

| Quốc gia                                                                           | Chứng nhận | Số đơn vị/doanh số chứng nhận |
| ---------------------------------------------------------------------------------- | ---------- | ----------------------------- |
| Hoa Kỳ (RIAA)                                                                      | Bạch Kim   | 1.000.000^                    |
| * Chứng nhận dựa theo doanh số tiêu thụ. ^ Chứng nhận dựa theo doanh số nhập hàng. |            |                               |